# Un peuple prêt à sacrifier un peu de liberté pour un peu de sécurité ne mérite ni l'une ni l'autre, et finit par perdre les deux

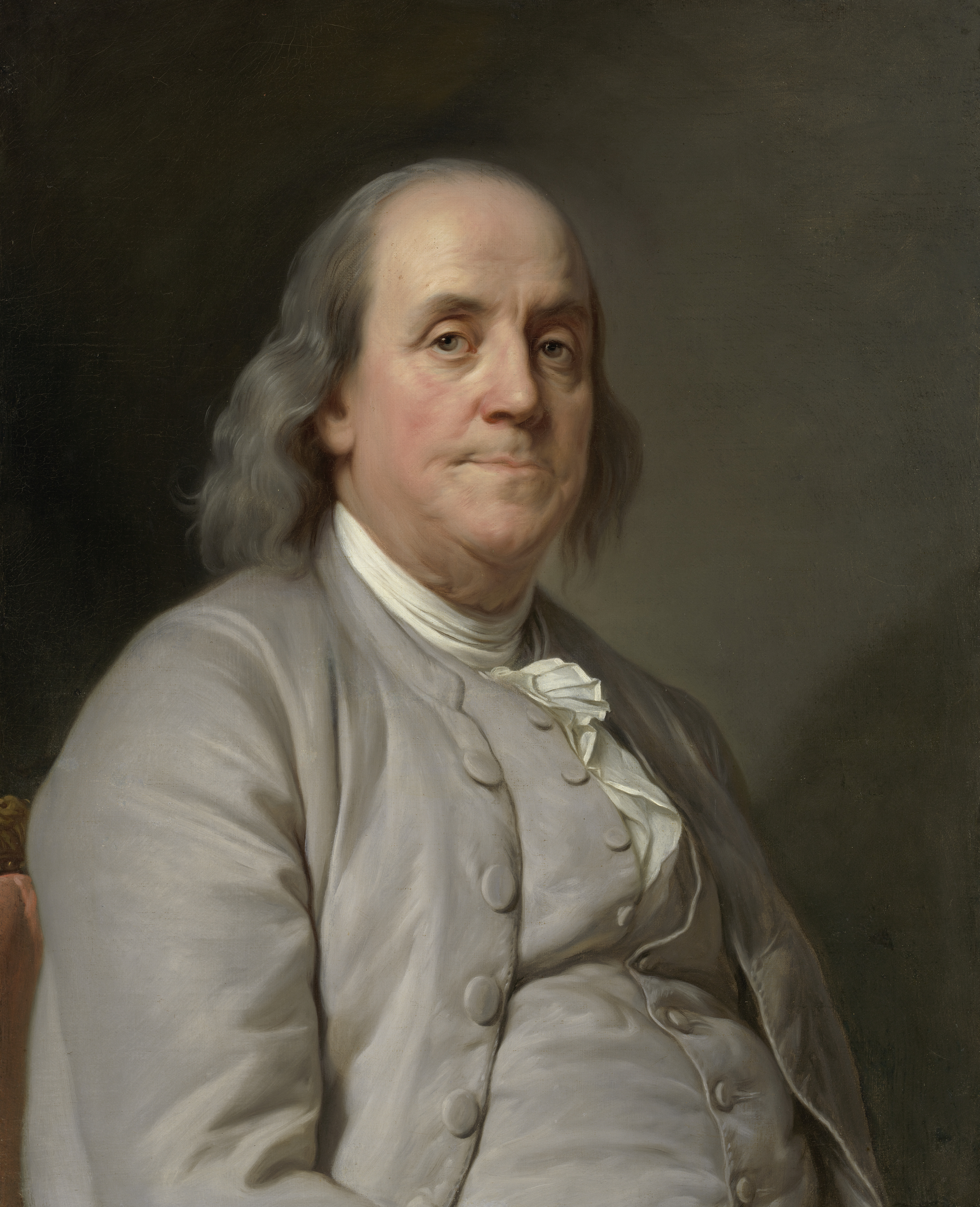
Portrait de Benjamin Franklin par Joseph Duplessis, 1778

« Un peuple prêt à sacrifier un peu de liberté pour un peu de sécurité ne mérite ni l'une ni l'autre, et finit par perdre les deux » est une citation apocryphe attribuée à Benjamin Franklin, homme politique et scientifique, l'un des pères fondateurs des États-Unis.

## Citation originale
La citation originale est issue d'une lettre que Benjamin Franklin aurait contribué à écrire en 1755 au nom de l'Assemblée de Pennsylvanie, à l'attention du gouverneur de cette colonie américaine, :

« Those who would give up essential Liberty, to purchase a little temporary Safety, deserve neither Liberty nor Safety,. »

Qui peut se traduire par :

« Ceux qui renonceraient à la liberté essentielle pour acheter un peu de sécurité temporaire, ne méritent ni la liberté ni la sécurité. »

Cette lettre est une charge contre la famille de William Penn (qui donne son nom à la Pennsylvanie), qui refusait que ses terres soient taxées pour financer la défense contre les Français et des Amérindiens pendant la guerre de la Conquête, théâtre nord-américain de la guerre de Sept Ans.

## Postérité et interprétations
La popularité de cette phrase s'explique en partie par son utilisation par le président américain Franklin Roosevelt dans son discours des Quatre libertés, en janvier 1941, puis par le philosophe et économiste Friedrich Hayek en 1944 dans son manifeste intitulé La Route de la servitude, où il dénonce l'interventionnisme comme une forme de totalitarisme,.
De fait, la compréhension et l'utilisation contemporaines de cette citation sont erronées et approximatives, à plusieurs titres :
- Si Benjamin Franklin a participé à la rédaction de la lettre qui contient cette phrase au nom de l'Assemblée de Pennsylvanie, rien n'atteste qu'il soit personnellement l'auteur de cet extrait en particulier[5],[1].
- Sa traduction est approximative, une plus exacte étant : « Ceux qui renonceraient à la liberté essentielle pour acheter un peu de sécurité temporaire, ne méritent ni la liberté, ni la sécurité »[6]. Le mot « acheter » qui disparaît dans la formulation couramment diffusée a son importance, car il semble qu’il ne soit pas utilisé dans un sens métaphorique, ni dans son sens classique d’« obtenir »[8], mais pour dénoncer la cupidité de ceux qui refusent de contribuer à une fonction régalienne pour privilégier leur « sécurité » financière temporaire[2].
- Cette phrase est considérée comme énonçant un principe intemporel, alors qu'elle a été prononcée dans une situation d'urgence, lorsque les villes frontalières de la Pennsylvanie subissaient des attaques régulières[5]. Benjamin Franklin considérait alors la capacité d'une communauté à se défendre comme une liberté essentielle sur laquelle il était méprisable de transiger[5].
- Son sens est mal compris, cette phrase est fréquemment utilisée pour dénoncer des lois jugées liberticides au service d'objectifs sécuritaires[9] alors que les auteurs défendaient au contraire le prélèvement d'une taxe pour financer une politique de défense[5].

Au début du XXIe siècle, cette citation est à nouveau très utilisée pour dénoncer les technologies de surveillance de masse,, et les mesures sanitaires caractérisées par des restrictions des libertés de circuler pendant la pandémie de Covid-19 en 2020,,